# NGC 7278
NGC 7278 é uma galáxia espiral barrada (SBc) localizada na direcção da constelação de Tucana. Possui uma declinação de -60° 10' 10" e uma ascensão recta de 22 horas, 28 minutos e 22,6 segundos.
A galáxia NGC 7278 foi descoberta em 11 de Agosto de 1836 por John Herschel.